# ريتشارد ستيوارت لاك
ريتشارد ستيوارت لاك (بالإنجليزية: Richard Stuart Lake)‏ هو سياسي كندي، ولد في 10 يوليو 1860 في برستون في المملكة المتحدة، وتوفي في 23 أبريل 1950 في فيكتوريا في كندا. حزبياً، نشط في حزب كندا المحافظ. وقد انتخب الحاكم العام لمقاطعة ساسكاتشوان ‏ (1915 – 1921) وانتخب عضو مجلس العموم الكندي.